# Blas Casanova
Blas Casanova fue un militar y político peruano.  Durante la colonia fue sargento mayor del Regimiento de Dragones Cívicos de Huambos, en el partido de Chota de la Intendencia de Trujillo.
Fue miembro del Congreso General Constituyente de 1827 por el departamento de La Libertad. Dicho congreso constituyente fue el que elaboró la segunda constitución política del país.